# Lira 512
Lira 512 (poznato i kao Lira XT, skraćenica od lični računar) bilo je IBM PC XT kompatibilno računalo srpske tvrtke EI Niš. Prvi je put predstavljeno javnosti u travnju 1988. godine na sajmu računala “Kompjuter '88” u Beogradu. Ubrzo nakon toga Lira 512 predstavljena je i u tadašnjem domaćem informatičkom tisku.
Izgledom se razlikovala od većine ostalih XT kompatibilnih računala jer je u istom kućištu bila i tipkovnica, te 3,5" disketna jedinica, što ju je činilo sličnom računalima Atari ST ili Amiga 500. Lira ima dva adaptera za prikaz (jednobojni Hercules kompatibilan i CGA kompatibilan u boji), aktivni video adapter bira se prekidačem na stražnjoj strani kućišta. U isto je kućište ugrađeno i napajanje od 40 W.
Glavna namjena Lire 512 bila je uporaba u računalnim učionicama.

## Specifikacije[4]
- procesor: Intel 8088 na 4,77 MHz ili 10 MHz (turbo)
- ROM: Award BIOS 8 KB, proširiv do 32 KB
- RAM: 512 KB (proširiv do 640 KB)
- operativni sustav: MS DOS 3.21
- vanjska pohrana: 3,5" Panasonic disketni pogon kapaciteta 720 KB
- dva adaptera za prikaz na zaslonu:
  - Hercules kompatibilni adapter (tekstualni jednobojni 80x25 ili grafika 720x348)
  - CGA kompatibilni adapter (tekst u boji 40x25, 80x25 ili grafika 320x200, 640x200)
- zvuk: biper
- U/I priključci: kompozitni, RF i DE9 RGB video izlaz, RS-232 (DB25 muški + DE9 muški priključak rezerviran za miša), paralelni port (DB25 ženski priključak), priključak za vanjski disketni pogon, DA15 PC joystick ženski priključak, priključak za svjetlosnu olovku i za proširenje
- napajanje 40W

## Ostali modeli

### Lira XT Tower
Lira XT Tower izašla je na tržište otprilike godinu dana nakon izvorne Lire 512, čije je kućište ograničavalo hardverska proširenja. Kako bi se riješio ovaj problem, posebno kako bi se omogućila instalacija tvrdog diska, kućište je promijenjeno u tanki tower.

### Lira AT
Otprilike u isto vrijeme kad i Lira XT Tower, u prodaju je puštena Lira AT sa sličnim tankim tower kućištem. Lira AT bila je kompatibilna s IBM PC AT i bila je opremljena procesorom Intel 80286, 1MB RAM-a, EGA kompatibilnim video adapterom, dvostrukim 3,5" disketnim pogonima i tvrdim diskom kapaciteta 40MB. Serijska proizvodnja Lire AT započela je u prosincu 1989.

### Lira 386
Lira 386 (temeljena na procesoru Intel 80386) bila je spremna za proizvodnju 1990.